# Costa de las Grutas
Koordinaten: 63° 53′ S, 60° 42′ W
Die Costa de las Grutas (spanisch für Küste der Grotten) ist ein Küstenabschnitt im Süden der Trinity-Insel im Palmer-Archipel westlich der Antarktischen Halbinsel. Sie liegt östlich der Einfahrt zum Mikkelsen Harbor und grenzt an die Orléans-Straße.
Chilenische Wissenschaftler benannten sie nach den zahlreich hier befindlichen Grotten.